# Championnat du Portugal de football de deuxième division 2012-2013
Navigation
Saison précédente Saison suivante
La saison 2012–13 du championnat du Portugal de D2 est la 23e saison de la deuxième division professionnelle portugaise.
22 équipes concourent dans ce championnat, qui voit l'arrivée pour la première fois des équipes B des clubs de la Ligue Zon Sagres. 14 équipes étaient déjà présentes lors de la saison 2011–12, huit ont été promues de II Divisão (D3) et 2 ont été reléguées de la Liga Sagres 2011–12. Le ballon officiel de la compétition est l'Adidas Jabulani.

## Les équipes
| Club             | Ville                | Stade                               | Capacité |
| ---------------- | -------------------- | ----------------------------------- | -------- |
| FC Arouca        | Arouca               | Estádio Municipal de Arouca         | 2500     |
| CF Os Belenenses | Lisbonne             | Estádio do Restelo                  | 32500    |
| CD Aves          | Vila das Aves        | Estádio do CD das Aves (en)         | 10250    |
| Feirense         | Santa Maria da Feira | Estádio Marcolino de Castro         | 4 667    |
| Atlético CP      | Lisbonne             | Estádio Tapadinha                   | 15000    |
| CD Tondela       | Tondela              | Estádio João Cardoso                | 3 000    |
| Freamunde        | Freamunde            | Complexo Desportivo de Freamunde    | 5000     |
| Union Madeira    | Funchal              | Campo do Adelino Rodrigues          | 3000     |
| Leixões SC       | Matosinhos           | Estádio do Mar                      | 16035    |
| UD Oliveirense   | Oliveira de Azeméis  | Estádio Carlos Osório               | 9100     |
| Penafiel         | Penafiel             | Estádio Municipal 25 de Abril (en)  | 7000     |
| Santa Clara      | Ponta Delgada        | Estádio de São Miguel (en)          | 15277    |
| Trofense         | Trofa                | Estádio do CD Trofense (en)         | 3164     |
| Naval 1º de Maio | Figueira da Foz      | Estádio Municipal José Bento Pessoa | 12630    |

## Classement
Les 22 équipes se rencontrent 2 fois .

Les 2 premiers sont promus. Les 3 derniers sont relégués.
En cas d'égalité
1. Face-à-face
2. Différence de buts lors des faces-à-faces
3. Nombre de buts marqués lors des faces-à-faces
4. Différence de buts générale
5. Buts marqués (général)

| Rang | Équipe                | Pts | J  | G  | N  | P  | Bp | Bc | Diff |
| ---- | --------------------- | --- | -- | -- | -- | -- | -- | -- | ---- |
| 1    | CF Os Belenenses      | 94  | 42 | 29 | 7  | 6  | 77 | 41 | +36  |
| 2    | FC Arouca             | 73  | 42 | 21 | 10 | 11 | 65 | 48 | +17  |
| 3    | Leixões SC            | 68  | 42 | 18 | 14 | 10 | 49 | 36 | +13  |
| 4    | Sporting CP B P       | 66  | 42 | 17 | 15 | 10 | 62 | 47 | +15  |
| 5    | Desportivo das Aves   | 65  | 42 | 16 | 17 | 9  | 47 | 42 | +5   |
| 6    | Portimonense SC       | 64  | 42 | 17 | 13 | 12 | 61 | 50 | +11  |
| 7    | Benfica B P           | 62  | 42 | 15 | 17 | 10 | 71 | 54 | +17  |
| 8    | UD Oliveirense        | 60  | 42 | 16 | 12 | 14 | 52 | 49 | +3   |
| 9    | FC Penafiel           | 60  | 42 | 16 | 12 | 14 | 48 | 44 | +4   |
| 10   | CD Tondela P          | 59  | 42 | 16 | 11 | 15 | 55 | 60 | -5   |
| 11   | CD Santa Clara        | 59  | 42 | 15 | 14 | 13 | 55 | 48 | +7   |
| 12   | União Madeira         | 56  | 42 | 13 | 17 | 12 | 47 | 46 | +1   |
| 13   | CD Feirense R         | 56  | 42 | 15 | 11 | 16 | 61 | 59 | +2   |
| 14   | FC Porto B P          | 54  | 42 | 13 | 15 | 14 | 49 | 49 | 0    |
| 15   | SC Braga B P -2       | 47  | 42 | 12 | 13 | 17 | 39 | 51 | -12  |
| 16   | CS Marítimo B P -3    | 46  | 42 | 14 | 6  | 22 | 40 | 48 | -8   |
| 17   | Atlético CP           | 44  | 42 | 12 | 8  | 22 | 45 | 63 | -18  |
| 18   | Naval 1° de Maio -17  | 40  | 42 | 13 | 18 | 11 | 51 | 50 | +1   |
| 19   | CD Trofense           | 40  | 42 | 9  | 13 | 20 | 41 | 60 | -19  |
| 20   | Sporting da Covilhã   | 38  | 42 | 7  | 17 | 18 | 37 | 52 | -15  |
| 21   | Vitória Guimarães B P | 36  | 42 | 7  | 15 | 20 | 30 | 56 | -26  |
| 22   | SC Freamunde          | 33  | 42 | 7  | 12 | 23 | 46 | 75 | -29  |

| Légende : Qualifications et relégations | Légende : Qualifications et relégations                       |
| --------------------------------------- | ------------------------------------------------------------- |
|                                         | Promu en Liga Sagres 2013-2014                                |
|                                         | Relégué en 3e division                                        |
|                                         | Équipe réserve ne pouvant pas être promue                     |
|                                         | R : Relégué de Liga Sagres 2011-2012 P : Promu de 3e division |

## Meilleurs buteurs
| Range | Joueur | Club | Buts |
| ----- | ------ | ---- | ---- |
| 1     |        |      |      |
| 2     |        |      |      |
| 3     |        |      |      |